# Mitsubishi 1MF
Mitsubishi 1MF (Typ 10) – japoński pokładowy samolot myśliwski z okresu międzywojennego. Pierwszy na świecie samolot zaprojektowany od podstaw jako pokładowy samolot myśliwski.

## Historia
W związku z trwającą budową pierwszego japońskiego lotniskowca „Hōshō” w 1921 roku dowództwo Cesarskiej Marynarki Wojennej zwróciło się do wytwórni Mitsubishi o zaprojektowanie samolotów dla tego lotniskowca. Ponieważ wytwórnia nie miała jeszcze doświadczenia w projektowaniu samolotów, zwrócono się do Brytyjskiej Misji Wojskowej (oba państwa łączył wówczas sojusz) i za jej zgodą w lutym 1921 roku do Japonii przybyła grupa konstruktorów z wytwórni Sopwith Aircraft Co. pod kierownictwem Herberta Smitha. Grupa ta wspólnie z inżynierami z wytwórni Mitsubishi do października 1921 roku opracowała i zbudowała pierwszy prototyp samolotu, który w listopadzie 1921 roku został oblatany przez brytyjskiego pilota por. Williama Jordana. Otrzymał on oznaczenie fabryczne 1MF, od: 1-miejscowy myśliwiec (ang. fighter) Mitsubishi.
Po próbach fabrycznych samolot skierowano do Instytutu Lotniczego Marynarki Wojennej w Kasumigaura, gdzie poddano go ostatecznym badaniom. Ponieważ spełniał on wymogi skierowano do go do produkcji seryjnej, otrzymał wtedy oznaczenie marynarki wojennej 10 Nen Shiki  Kanjō Sentoki – Pokładowy samolot myśliwski Typ 10.
W dniu 28 lutego 1923 roku por. William Jordan wykonał pierwszy start i lądowanie na lotniskowcu „Hōshō”, a w dniu 16 marca 1923 roku po raz pierwszy startu i lądowania na lotniskowcu dokonał japoński pilot por. Shunichi Kira. Był to pierwsza taka próba dokonana przez japońskiego pilota.
W związku z tym, że badania i próby potwierdziły przydatność samolotu jako pokładowego samolotu myśliwskiego, zintensyfikowano produkcję seryjną. W trakcie produkcji w samolocie dokonano szeregu zmian, powstały wtedy jego kolejne wersje.

## Wersje samolotu Mitsubishi 1MF
- 1MF1 – podstawowa wersja z chłodnicą typu ulowego
- 1MF1A – wersja podstawowa ze zwiększoną powierzchnią skrzydeł
- 1MF2 – druga wersja ze zmienioną chłodnicą na rdzeniową typu Lamblina i zwiększoną powierzchnią usterzenia
- 1MF3 – trzecia wersja z przekonstruowaną osłoną silnika i lotkami
- 1MF3B – wariant samolotu wyposażony w wyrzutniki bombowe przystosowane do zabrania dwóch bomb o wadze 40 kg
- 1MF4 – czwarta wersja z przesuniętą do przodu kabiną w celu polepszenia widoczności pilota i ze zmienionym usterzeniem pionowym
- 1MF5 – piąta wersja powstała z przekonstruowania osłony silnika w wersji 1MF4
- 1MF5A – wariant szkolny ze zwiększoną powierzchnią płatów i przystosowany do wodowania (miał odrzucane podwozie i dwa pneumatyczne pływaki pod dolnymi płatami)

Produkcja seryjna samolotu Mitsubishi 1MF trwała do 1928 roku i w tym czasie zbudowano 138 samolotów wszystkich wersji i wariantów.

## Użycie
Od 1923 roku samolot 1MF znalazł się na wyposażeniu japońskich lotniskowców, gdzie używano ich do szkolenia pilotów do służby na lotniskowcach. Ostatecznie wobec wprowadzenia do służby na lotniskowcach samolotów jednopłatowych w 1930 roku wycofano je ze służby i część z nich sprzedano lotnictwu cywilnemu.
W założeniu samoloty te miały być także używane do startu z platform dziobowych krążowników typów Nagara i Sendai, lecz wymagało to wysokich kwalifikacji pilotów oraz lądowania na lotniskowcu lub na lądzie i w praktyce nie były przez nie przenoszone.

## Opis konstrukcji
Samolot 1MF był dwupłatem o konstrukcji całkowicie drewnianej, częściowo kryta płótnem. Kabina odkryta. Podwozie klasyczne, stałe.
Napęd stanowił 1 silnik widlasty licencyjny Hispano-Suiza, produkowany w wytwórni Mitsubishi. Silnik chłodzony był chłodnicą Lamblina.
Uzbrojenie składało się z 2 karabinów maszynowych Vickers kal. 7,7 mm, zabudowane w kadłubie nad silnikiem. Wariant 1MF3B posiadał dodatkowo wyrzutniki bomb umożliwiające przenoszenie dwóch bomb o wadze 40 kg każda.
| Wersja                     | 1MF1    | 1MF2    | 1MF3    | 1MF3B   | 1MF4    | 1MF5A   |
| Wymiary                    | Wymiary | Wymiary | Wymiary | Wymiary | Wymiary | Wymiary |
| -------------------------- | ------- | ------- | ------- | ------- | ------- | ------- |
| Rozpiętość (m)             | 9,29    | 9,30    | 8,50    | 8,84    | 8,50    | 8,84    |
| Długość (m)                | 6,70    | 6,71    | 6,90    | 6,88    | 6,90    | 6,88    |
| Wysokość (m)               | 2,94    | 2,95    | 3,10    | 2,99    | 3,10    | 2,99    |
| Powierzchnia nośna (m²)    | 27,62   | 27,62   |         | 28,89   | 28,89   | 28,89   |
| Masy                       |         |         |         |         |         |         |
| Masa własna (kg)           | 790     | 790     | 940     | 772     |         | 772     |
| Masa startowa (kg)         | 1140    | 1140    | 1280    | 1135    |         | 1135    |
| Masa użyteczna (kg)        | 350     | 350     | 340     | 363     |         | 363     |
| Osiągi                     |         |         |         |         |         |         |
| Prędkość maksymalna (km/h) | 237     | 237     | 213     | 225     |         | 225     |
| Prędkość wznoszenia (m/s)  | 5,0     | 5,0     | 5,0     | 7,2     |         | 7,1     |
| Pułap (m)                  |         | 7000    | 7000    | 6000    |         | 6000    |
| Czas lotu (min.)           | 150     | 150     | 150     | 160     |         | 160     |